# Referéndum de la República Islámica de Irán
Los días 30 y 31 de marzo de 1979 (12 de farvardin de 1358, calendario Persa) y tras la victoria de la revolución se celebraron elecciones para elegir el nuevo sistema de gobierno, es decir, un referéndum para decidir si se iba a establecer una República Islámica. 

## Votación
El Gobierno interino de Irán invitó a una delegación de cuatro juristas internacionales de la Asociación Internacional de Juristas Demócratas a supervisar la votación. Según The Washington Post, los colegios electorales carecían de cabinas de votación y las papeletas de colores podían ser vistas claramente por los observadores, citando al jefe de la delegación que «esta no es la forma en que hacemos las cosas en Occidente, y no cumple nuestros criterios de democracia».
Sadegh Zibakalam describió el referéndum como «libre y justo», mientras que Michael Axworthy afirmó que «puede que haya habido algunas irregularidades en el referéndum, pero la mayoría de los observadores fueron equilibrados y desde entonces han aceptado que, fueran cuales fueran las condiciones, un referéndum en ese momento con esa pregunta siempre habría dado una mayoría masiva para el mismo resultado».

La forma de votar en este referendo fue a través de dos papeletas, una con la opción Si (بله), y otra con la opción No (خیر).

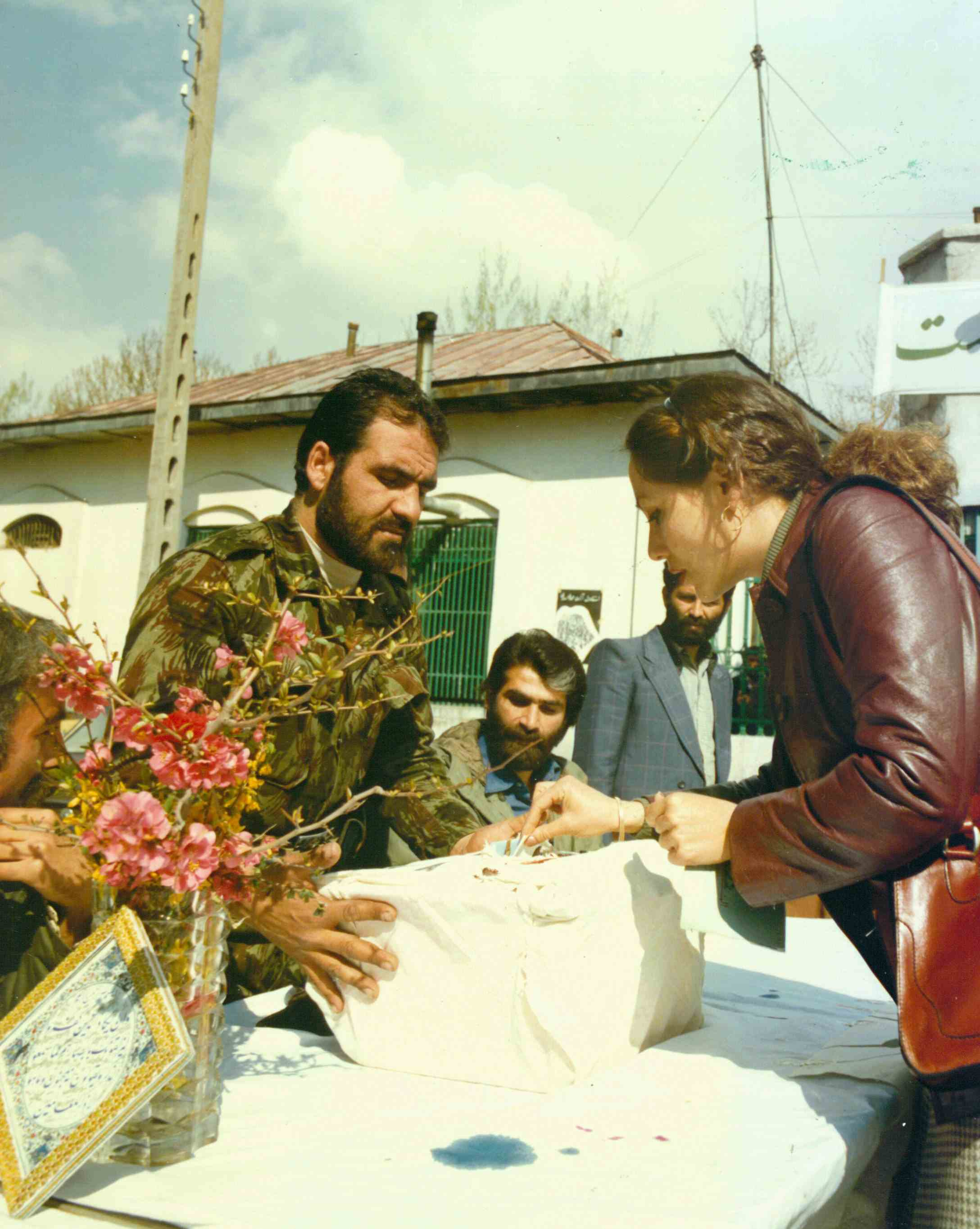
Mujer depositando su voto en una urna en Teherán.

El texto de ambas papeletas era el siguiente:

بسمه تعالی
دولت موقّت انقلاب اسلامی
وزارت کشور
تعرفهٔ انتخابات رفراندم
تغییر رژیم سابق به جمهوری اسلامی
که قانون اساسی آن از تصویب ملّت خواهد گذشت.
En el nombre de Dios
Gobierno interino de la Revolución Islámica
Ministerio del Interior
Referéndum
Cambio del régimen anterior en República Islámica, cuya constitución deberá ser aprobada por la nación.

Para votar, se debía depositar en la urna la opción correspondiente.

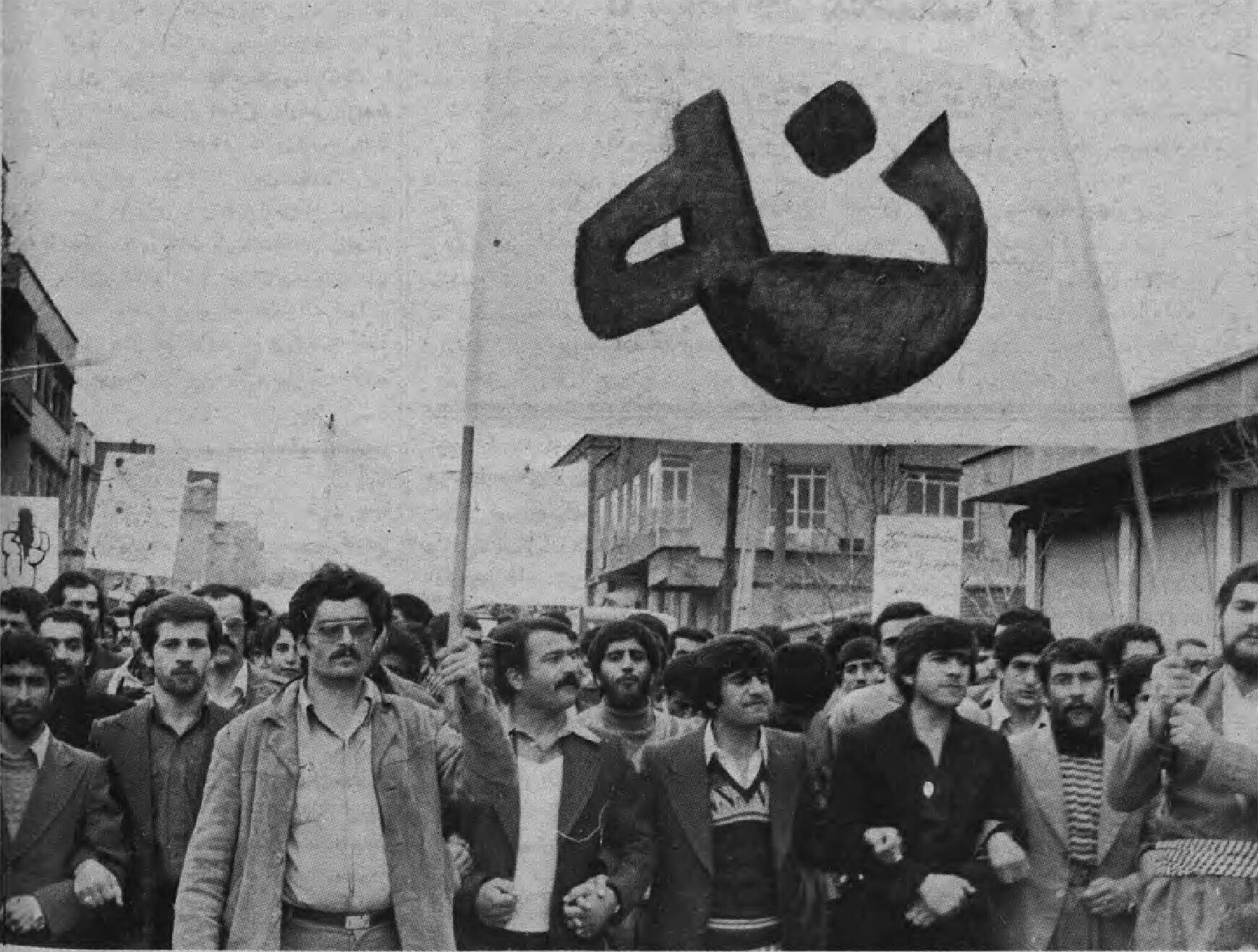
Manifestación en Teherán por el "No".

## Apoyo político
| Posición                                           | Organizaciones                                    | Ref   |
| -------------------------------------------------- | ------------------------------------------------- | ----- |
| Sí                                                 |                                                   |       |
| Partido de la República Islámica                   | [ 2 ]                                             |       |
| Frente Nacional                                    | [ 2 ] [ 3 ]                                       |       |
| Movimiento de la Libertad                          | [ 2 ] [ 3 ]                                       |       |
| Tudeh                                              | [ 2 ] [ 3 ]                                       |       |
| Organización de los Muyahidines del Pueblo de Irán | [ 2 ]                                             |       |
| Partido de la República del Pueblo Musulmán        | [ 2 ]                                             |       |
| Partido de Zahmatkeshan                            | [ 4 ]                                             |       |
| Partido de Irán                                    |                                                   |       |
| Partido Pan-Iranista                               |                                                   |       |
| Partido de la Nación                               |                                                   |       |
| A favor del Boicot                                 | Frente Nacional Democrático                       | [ 2 ] |
| A favor del Boicot                                 | Organización de Guerrillas Fedai del Pueblo Iraní | [ 5 ] |
| A favor del Boicot                                 | Guerrillas Populares de Fedai                     | [ 6 ] |
| A favor del Boicot                                 | Peikar                                            |       |
| A favor del Boicot                                 | Partido Democrático Kurdo de Irán                 | [ 7 ] |
| A favor del Boicot                                 | Partido Komala de los Kurdos Iraníes              | [ 7 ] |

## Resultados
Se registró una enorme participación electoral en todo el país, excepto en el Sahara turcomano y el Kurdistán iraní, donde el referéndum no se celebró en su totalidad debido a los conflictos armados en curso.
| Concepto                                | Votos      |
| --------------------------------------- | ---------- |
| Número de votantes inscritos            | 20,857,391 |
| Número de participantes en la votación  | 20,440,108 |
| Participación electoral                 | 98%        |
| Fuente: Iran Social Science Data Portal |            |

| Opción               | Votos      | %    |
| -------------------- | ---------- | ---- |
| A favor              | 20,147,855 | 99.3 |
| En contra            | 140,996    | 0.7  |
| Votos válidos        | 20,288,851 | 100  |
| Fuente: Nohlen et al |            |      |

## Consecuencias
Aunque algunos grupos políticos vetaron este referéndum, la mayoría de las agrupaciones políticas sí participaron y según las estadísticas oficiales votaron sí a la República Islámica el 98,2 % del electorado.
Acatando lo decidido en las urnas, se procedió a abolir la Constitución en vigor desde 1909 para establecer la nueva constitución, y por consecuente, estableciendo como nuevo jefe de Estado (o en este caso, Líder supremo) a Ruhollah Jomeiní.